# Federația Internațională de Scrimă

Logo

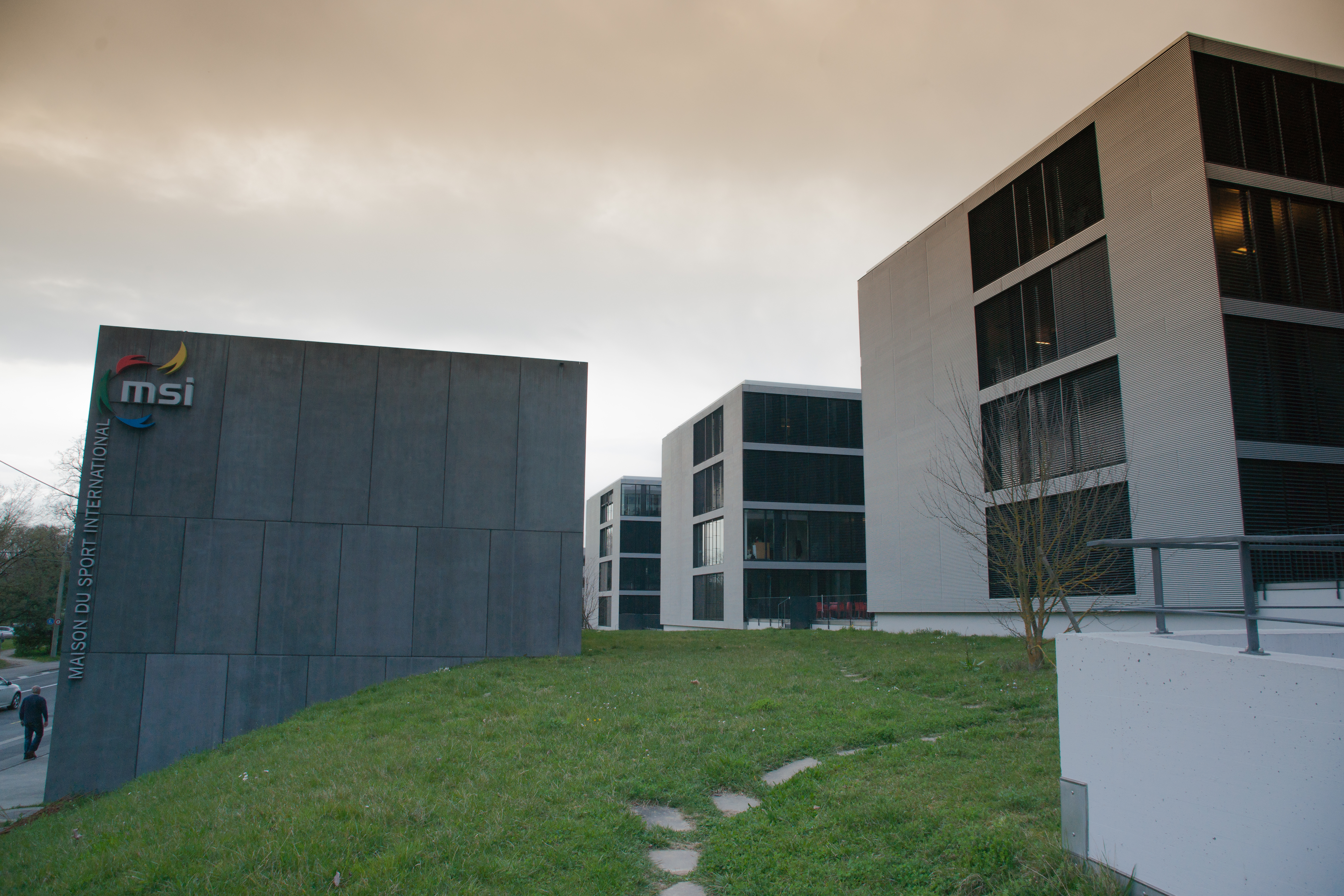
Sediul al FIE

Federația Internațională de Scrimă, abreviat FIE, (Fédération Internationale d'Escrime în franceză) este organismul sportiv internațional de conducere a scrimei olimpice, format din 156 asociații naționale. A fost fondată la Paris la 29 noiembrie 1913, iar în prezent are sediul la Lausanne, Elveția. Este prezidată interimar de KATSIADAKIS Emmanuel.
FIE organizează:
- Campionatul Mondial de Scrimă și Cupa Mondială de Scrimă pentru seniori,
- Campionatul Mondial de Scrimă și Cupa Mondială de Scrimă pentru juniori,
- Campionatul Mondial de Scrimă pentru cadeți,
- Campionatul Mondial de Scrimă pentru veterani.

## Lista președinților FIE
- 1913–1921: Albert Feyerik
- 1921–1924: André Maginot
- 1925–1928: George van Rossem
- 1929–1932: Eugène Empeyta
- 1933–1948: Paul Anspach
- 1949–1952: Jacques Coutrot
- 1953–1956: Giuseppe Mazzini
- 1957–1960: Pierre Ferri
- 1961–1964: Miguel de Capriles
- 1965–1980: Pierre Ferri
- 1981–1984: Giancarlo Brusati
- 1984–1992: Rolland Boitelle
- 1993–2008: René Roch
- Din 2008: Alișer Usmanov

## Challenge Chevalier Feyerick
Challenge-ul „Chevalier Feyerick” este un trofeu onorific decernat de FIE unui scrimer, unei echipe de scrimă său unei federației membre pentru spiritul sportiv și cavaleresc pe care a demonstrat. Este reglementat prin articolul 11.1 din statutul FIE. Înființat în anul 1946, trofeul comemorează memoria lui Robert Feyerick, secretarul general al FIE din 1933 până în 1940, care a murit în cel de-al Doilea Război Mondial. Acordat mai întâi în fiecare an, este decernat la fiecare doi ani, în anii impari, începând cu 1956.
| An        | Nume                                                             | Țară              | Commentar |
| --------- | ---------------------------------------------------------------- | ----------------- | --- |
| 1940/1946 | Paul Anspach                                                     | Belgia            | Pentru „modul curajos și sportiv în care, în timpul războiului, a apărat interesele și prestigiul Federației, în ciuda pericolului”.         |
| 1947      | Federația Franceză de Scrimă                                     | Franța            | Pentru atitudinea sa sportivă, în special la Campionatul Mondial din 1947.                                                                   |
| 1948      | John Emrys Lloyd                                                 | Marea Britanie    | Pentru fair play-ul său în faza finală a probei individuale la Jocurilor Olimpice din 1949.                                                  |
| 1949      | neatribuit                                                       | N/A               | Trofeul a fost refuzat de beneficiarul din motive personale.                                                                                 |
| 1950      | Federația Italiană de Scrimă                                     | Italia            | Pentru rolul său în dezvoltarea scrimei internaționale.                                                                                      |
| 1951      | Ilona Elek                                                       | Ungaria           | Pentru cariera sa și rolul în dezvoltarea scrimei feminine.                                                                                  |
| 1952      | René Lacroix                                                     | Franța            | Unul dintre principalii susținători ai înființării FIE.                                                                                      |
| 1954      | Fernand Van den Heuvel                                           | Belgia            | Pentru președinția Federației Regale Belgiene a Circurilor de Scrimă.                                                                        |
| 1955      | Federația Egipțiană de Scrimă                                    | Egipt             | |
| 1957      | Charles de Beaumont                                              | Marea Britanie    | Pentru dezvoltarea scrimei în Regatul Unit.                                                                                                  |
| 1959      | Edoardo Mangiarotti                                              | Italia            | |
| 1961      | Pierre Ferri                                                     | Franța            | Președinte FIE (1957–1960). |
| 1963      | Federația de scrimă din Uniunea Sovietică                        | Uniunea Sovietică | |
| 1965      | Charles Debeur                                                   | Belgia            | Pentru contribuția la dezvoltarea semnalizării electrice.                                                                                    |
| 1969      | Louis Bontemps                                                   | Franța            | Pentru înființarea Campionatului Mondial de Scrimă pentru juniori                                                                            |
| 1971      | Aleksei Nikancikov                                               | Uniunea Sovietică | |
| 1973      | Federația Maghiară de Scrimă                                     | Ungaria           | |
| 1975      | Henri Dulieux                                                    | Franța            | |
| 1977      | Federația de Scrimă din Germania de Vest                         | RFG               | |
| 1979      | Emilio García Diez                                               | Spania            | |
| 1981      | Federația de Scrimă din Germania de Vest                         | RFG               | |
| 1983      | Hans Drakenberg                                                  | Suedia            | |
| 1985      | Aleksandr Romankov                                               | Uniunea Sovietică | |
| 1987      | Giancarlo Brusati                                                | Italia            | |
| 1989      | Pál Kovács                                                       | Ungaria           | |
| 1991      | Edgar și René Mercier                                            | Franța            | |
| 1993      | Federația Cubaneză de Scrimă                                     | Cuba              | |
| 1995      | Asociația de Scrimă a Republicii Populare de China               | China             | |
| 1997      | Anja Fichtel                                                     | Germania          | |
| 1999      | Federația de Scrimă din Africa de Sud George Ruysch Van Dugteren | Africa de Sud     | |
| 2001      | Federația de Scrimă din Senegal                                  | Senegal           | Pentru contribuția sa la dezvoltarea scrimei în Africa.                                                                                      |
| 2003      | Federația de Scrimă din Danemarca                                | Danemarca         | Pentru fair play-ul pe care l-a demonstrat la Campionatul Mondial din 2002.                                                                  |
| 2005      | Fabrice Jeannet                                                  | Franța            | Pentru „declarațiile sale de presă [după Campionatul Mondial din 2015] care au răspândit valorile scrimei: spiritul cavaleresc și educația”. |
| 2009      | Tímea Nagy                                                       | Ungaria           | Pentru comportamentul sau ireproșabil pe planșă și pentru rezultatele sale.                                                                  |
| 2009      | Mariel Zagunis                                                   | Statele Unite     | |
| 2011      | Federația Franceză de Scrimă                                     | Franța            | Pentru „organizarea prestigioasă a Campionatului Mondial din 2010” la Grand Palais în Paris.                                                 |
| 2013      | Automobile Club de France                                        | Franța            | Pentru contribuția sa la înființarea FIE. |
| 2015      | Federația Rusă de Scrimă                                         | Rusia             | Pentru organizarea a trei Campionate Mondiale în patru ani la rând.                                                                          |
| 2015      | František Janda                                                  | Cehia             | Președinte Confederației Europene de Scrimă (2009–2015)                                                                                      |

## Legături externe
- en  es  fr  FIE.org, site-ul oficial al FIE